# Hamar Gyula (táblabíró)
Nemespanni Hamar Gyula József György  (Nemespann, 1862. április 6. – Léva, 1932. április 9.) szakolcai járásbíró, királyi táblabíró, vadász, 1906-tól a Királyi Magyar Természettudományi Társulat tagja.

## Élete
Hamar József kántortanító és zsitvagyarmati Szabó Ludovika második gyermeke. 1880-tól a Budapesti Királyi Magyar Tudományegyetem joghallgatója lett, 1881-ben az Eötvös-alap egyetemi díját nyerte tanulmányaira.
Előbb balassagyarmati joggyakornok, majd 1889-ben nagytapolcsányi aljegyzővé nevezték ki. 1891-től lévai járásbírósági albíró, 1896-tól már a szakolcai járásbíróságon volt járásbíró. 1907-ben előléptették. 1912-ben ítélőtáblai bíró címet kapott.
1917-ben a A Szakolcai Kir. Kath. Főgimnázium Segítő Egyesületének Igazgató-választmányi elnöke volt. 1922-ben mint lévai táblabíró részt vállalt a csehszlovák polgári törvénykönyv előkészítésének szlovák bizottságában. 1927-től A Léva és környéke polgári nyugdíjasainak egyesületének elnöke volt. Szívbénulásban hunyt el.
Felesége sasvári Foitik Róza (1861-1895. január 18.) volt. Testvére volt Hamar Kálmán (1876–1963) plébános. Léván, a római katolikus temetőben nyugszik egy sírban unokahúgaival Zórád Natáliával és Gabriellával (Zórád Lajos nagylapási kántortanító és Hamar Paulina gyermekei).

## Művei
- 1904 A gyalog munkáról. Jogtudományi Közlöny 39/ 4, 34-35.
- 1910 Az utóajánlat.  Jogtudományi Közlöny 45/ 1, 5-6.
- 1913 A községi jegyzők magánmunkálatai. Királyi Közjegyzők Közlönye 16/ 1, 19-21.

Több jogi irányultságú cikk fűződik nevéhez (Jogtudományi Közlöny, Királyi Közjegyzők Közlönye, Magyar Jogász Újság, Telekkönyv)